# Przełęcz Marcowa
Przełęcz Marcowa (715 m n.p.m.) – przełęcz w południowo-zachodniej Polsce w Sudetach Środkowych w północno-zachodniej części Gór Sowich.
Przełęcz położona jest na obszarze Parku Krajobrazowego Gór Sowich w Masywie Włodarza w zachodnio-środkowej części Gór Sowich, na zachód od miejscowości Walim. 
Przełęcz stanowi rozległe, w całości porośnięte lasem regla dolnego siodło, łagodnie wcięte między wzniesienia Włodarza (811 m n.p.m.) Jedlińskiej Kopy (744 m n.p.m.).

## Turystyka
Przez przełęcz przechodzą szlaki turystyczne: 
- czerwony - fragment Głównego Szlaku Sudeckiego z Waligóry na Wielką Sowę,
- niebieski - z Głuszycy na górę Włodarz i dalej do Walimia